# Magnus Guimarães
Magnus Francisco Antunes Guimarães (Santo Ângelo, 31 de outubro de 1942) é um advogado e político brasileiro, filiado ao Partido Democrático Trabalhista (PDT).
Filho de Francisco Sales Guimarães e Nadir Antunes Guimarães. Foi aluno da Faculdade de direito na Universidade de Passo Fundo, graduando-se em 1967.
Foi deputado federal pelo Rio Grande do Sul, cumprindo dois mandatos: de 1 de fevereiro de 1975 a 1 de fevereiro de 1979, pelo Movimento Democrático Brasileiro (MDB); e de 1 de fevereiro de 1979 a 1 de fevereiro de 1983, pelo PDT.
Foi prefeito de Itapema de 1997 a 2000, e vereador de 2013 a 2016.
Nas eleições de 2016, Magnus Guimarães foi candidato a vereador de Itapema pelo PDT,mas não se elegeu.